# Abbasanta
Abbasanta – miejscowość i gmina we Włoszech, w regionie Sardynia, w prowincji Oristano. Graniczy z Ardauli, Boroneddu, Ghilarza, Norbello, Paulilatino, Santu Lussurgiu.
Według danych na rok 2004 gminę zamieszkiwało 2757 osób, 70,7 os./km².